# Terminal de Ómnibus de Retiro

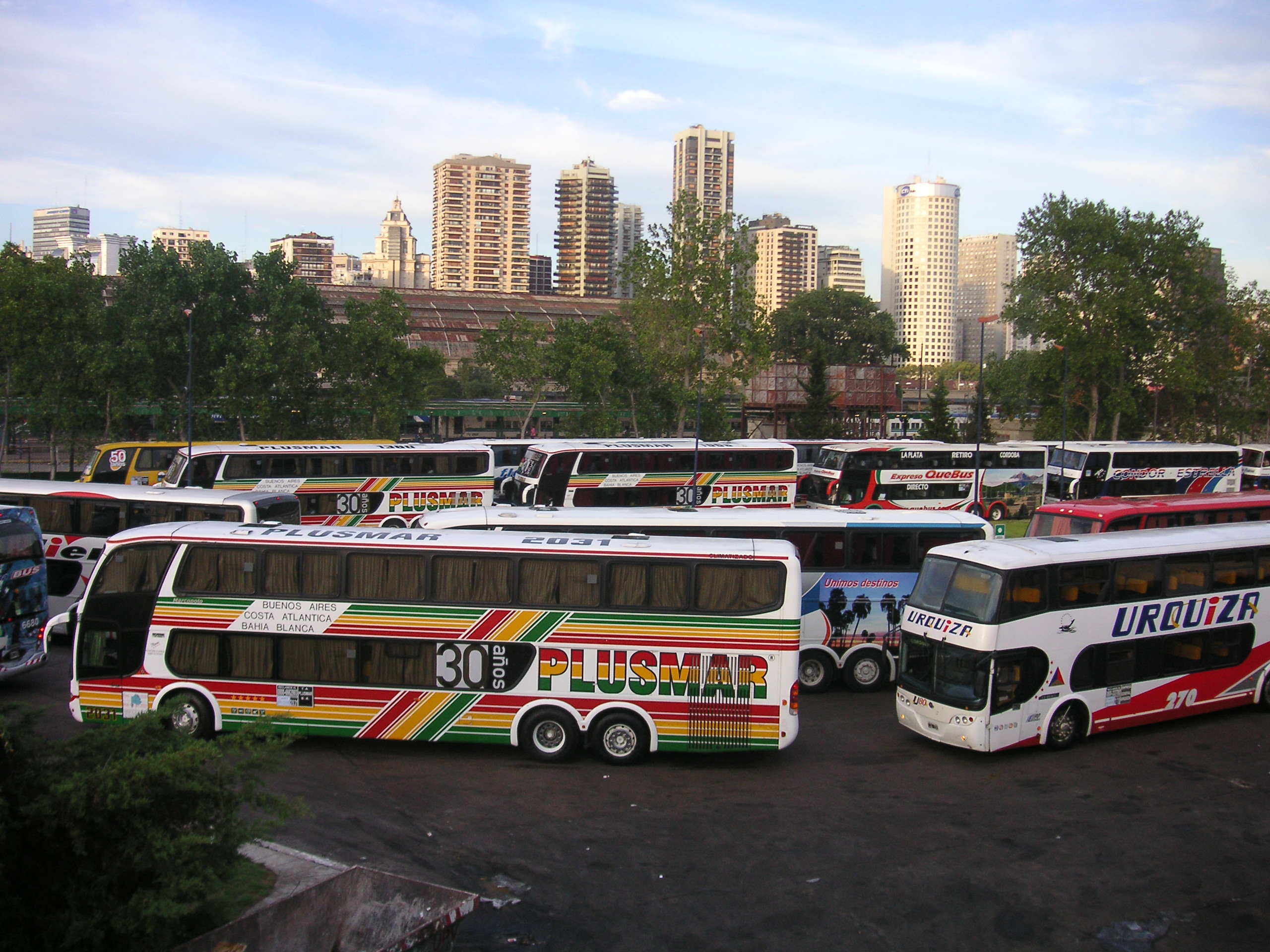
Ómnibus esperando para ingresar a la terminal de Retiro.

La Terminal de Ómnibus de Retiro es la principal terminal de ómnibus de la ciudad de Buenos Aires, y la segunda más grande de Argentina, después de la Terminal de Ómnibus de Córdoba.[cita requerida] Se encuentra a 300 m de la Estación Retiro de ferrocarriles. Hasta esta estación llegan y salen ómnibus desde y hacia todas las zonas del país, desde Río Gallegos hasta el NOA y el NEA. También hay servicios regulares desde y hacia varios destinos del continente, principalmente Montevideo, Santiago de Chile, Lima, Santa Cruz de la Sierra, Asunción y las ciudades brasileñas de Foz de Iguazú, Porto Alegre y São Paulo. Incluso llega cada dos semanas un servicio desde el otro lado del continente, un omni-expreso que parte de Bogotá, Colombia (con paradas en Quito, Ecuador y Lima, Perú) y llega a Retiro seis días después.[cita requerida]

## Historia
La Terminal de Ómnibus de Retiro fue construida por la firma Baiter S.A., se inauguró el 1 de mayo de 1983, y originalmente aglutinó a 58 empresas de transporte de pasajeros. 
Fue pensada como una solución a los problemas de tránsito que sufría la ciudad como consecuencia de la falta de una terminal única de la cual partiesen todas las compañías de servicios de larga distancia. Por eso en 1980 se llamó a un concurso de proyectos, en el cual resultó ganadora la propuesta de los arquitectos Fernando Serra, Jorge Valera y Raúl Petrucci. Durante el desarrollo del proyecto, se hizo oír en los medios la oposición de las compañías de ómnibus, que criticaron la obligatoriedad de trasladarse a la nueva terminal, y el aumento de los costos que les supondría el operar allí.
Sin embargo, con la clausura de la mayor parte del sistema ferroviario de la Argentina entre 1991 y 1993, el número de compañías aumentó de forma considerable y la terminal sufrió de forma cada vez más notable la inadecuación de sus instalaciones para semejante demanda. Por ello fue remodelado en 1995, construyéndose un nuevo camino de acceso curvo, cubierto y en rampa desde la Avenida Ramos Mejía. Se ensayaron diversos planes para una nueva terminal, incluso unificándola con las tres ferroviarias, y un proyecto de los arquitectos Baudizzone-Lestard-Varas fue elegido ganador del concurso realizado en 1997, pero jamás fue concretado.
La Terminal de Ómnibus de Buenos Aires es administrada por TEBA S.A. desde 1993. 

## Características
La Terminal es un edificio de una marcada horizontalidad, con casi 400 metros de extensión lineal, pero posee tres niveles y está integrado por cinco núcleos de acceso lateral (desde escaleras peatonales y desde una rampa para acceso de taxis). La planta baja está destinado a las empresas de encomiendas, también aloja un estacionamiento, oficinas administrativas y empresas de servicios urbanos. El segundo nivel es el de las plataformas, a las cuales se accede desde el volumen vertebral de la terminal, en el cual se suceden cinco núcleos compuestos por pequeños locales gastronómicos, puestos de venta de diarios, comercios variados y los sanitarios. El tercer y último nivel aloja las oficinas de ventas de pasajes y una sucursal del Banco Ciudad.

## Destinos desde Retiro hacia todo el pais e internacionales

#### Region Córdoba
- Ciudad de Córdoba

- Rio Cuarto
- Alta Gracia
- Villa General Belgrano
- Santa Rosa de Calamuchita
- Villa Rumipal y Villa del Dique
- Embalse
- Rio Tercero
- Almafuerte
- Villa Dolores
- Mina Clavero
- Villa Carlos Paz
- La Falda
- Cosquin
- Capilla del Monte
- San Francisco
- Villa Maria

#### REGION PATAGONIA
- General Pico (La Pampa)

- Santa Rosa (La Pampa)

- Ciudad de Neuquén

- San Martin de los Andes (NQN)

- San Carlos de Bariloche (RN)

- Viedma (Rio Negro)

- Las Grutas (Rio Negro)

- Puerto Madryn (Chubut)

- Comodoro Rivadavia (Chubut)

#### REGION LITOTAL
- Rosario (Santa Fe)

- Santa Fe de la Vera Cruz

- Rafaela (Santa Fe)

- Paraná (Entre Rios)

- Colon (Entre Rios)

- Gualeguaychú (Entre Rios)

- Gualeguay (Entre Rios)

- Concordia (Entre Rios)

- Resistencia (Chaco)

- Corrientes

- Goya (Corrientes)

- Posadas (Misiones)

- Oberá (Misiones)

- Puerto Iguazú (Misiones)

- Formosa

- Clorinda (Formosa)

- Las Lomitas (Formosa)
- Paso de los Libres (Corrientes)

#### REGION NOROESTE
- San Fernando del Valle de Catamarca

- Santiago del Estero

- Nueva Esperanza (Santiago del Estero)

- Termas de Rio Hondo (Santiago del Estero)

- Salta

- Salvador Massa (Salta)

- Tartagal (Salta)

- Oran (Salta)

- San Miguel de Tucumán

- Juan B Alberdi (Tucumán)

- Jujuy

- La Quiaca (Jujuy)

#### REGION Prov.Bs As y COSTA ATLANTICA
- La Plata (Lineas 129 y 195)

- Mar de Ajó

- San Bernardo del Tuyú

- Mar del Tuyú

- San Clemente del Tuyú

- Villa Gesell

- Pinamar

- Mar del Plata

- Miramar

- Tres Arroyos

- Necochea

- Claromecó

- Tandil

- Olavarria

- Pergamino

- Azul

- Bahia Blanca

- Junin

- Monte Hermoso

#### REGION CUYO
- San Juan
- Caucete (San Juan)
- La Rioja
- Chilecito (La Rioja)
- Mendoza
- San Rafael (Mendoza)
- San Luis
- Villa Mercedes (San Luis)
- Merlo (San Luis)

#### URUGUAY
- Tres Cruces , Montevideo
- Punta del Este (Temporada de Verano)
- Cardona
- Durazno
- Tacuarembó
- Rivera (Limite con Santaná do Livramento , RS Brasil)
- Fray Bentos
- Mercedes
- Salto.

#### BRASIL
- Rio de Janeiro , RJ
- São Paulo , SP
- Balneario de Camboriú , SC
- Florianopolis , SC
- Porto Alegre , RS
- Uruguaiana , RS

#### PARAGUAY
- Asunción
- Ciudad del Este
- Encarnación
- Villarica

#### BOLIVIA
- La Paz
- Cochabamba
- Santa Cruz de la Sierra
- Yacuiba
- Villazón

#### CHILE
- Santiago (Región Metropolitana)

#### PERÚ
- Lima